# Санта-Мария-ин-Козмедин (титулярная диакония)
Титулярная диакония Санта-Мария-ин-Козмедин — титулярная диакония была учреждена Папой Стефаном II в церкви, построенной около 600 года Папой Григорием I на месте храма Фортуны. В древние времена она также была известна под именем Санта-Мария-ин-Схола-Грека. Сначала это была небольшая церковь в купеческих рядах, но позднее Папа Адриан I превратил её в настоящую базилику. В 1432 году Папа Евгений IV, который пожертвовал церковь бенедиктинцам аббатства Монтекассино, чтобы избежать конфликтов между монахами и диаконами, упразднил титул. Тем не менее, Папа Лев X вернулся к нему в 1513 году. Титулярная диакония принадлежит базилике Санта-Мария-ин-Козмедин, расположенной в районе Рима Рипа, на пьяцца Бокка-делла-Веритана, что на левом берегу Тибра, в одном квартале от Большого цирка.

## Список кардиналов-дьяконов и кардиналов-священников титулярной диаконии Санта-Мария-ин-Козмедин
- Лев, O.S.B. — (1061 — 1082, до смерти);
- Джованни Каэтани, O.S.B.Cas. — (1088[1] — 24 января 1118, избран Папой Геласием II);
- Пьетро Руффо — (1118 — 1120, до смерти);
- Этьен де Бар, O.S.B. — (1120 — 1130? или 1134? или 1142?);
- Джачинто Бобоне Орсини — (8 февраля 1144 — 10 апреля 1191, избран Папой Целестином III);
- Якопо — (декабрь 1178 — ?);
- Никколо Бобоне — (1191 или 1192 или 1193 — 1200, до смерти);
- Джованни деи Конти ди Сеньи — (декабрь 1200 — июнь 1213, до смерти);
- Райньеро Капоччи, O.Cist. — (1216 — 1250, до смерти);
- Джакомо Савелли — (17 декабря 1261 — 2 апреля 1285, избран Папой Гонорием IV);
- Франческо Каэтани — (17 декабря 1295 — 16 мая 1317, до смерти);
- Франческо Наполеоне Орсини, in commendam — (1317 — 1320, подал в отставку);
- Раймон Ле Ру — (20 декабря 1320 — 1325, назначен кардиналом-священником Сан-Кризогоно);
- Гийом де Ла Жюжи — (20 сентября 1342 — 22 апреля 1368, назначен кардиналом-священником Сан-Клементе);
- Педро Мартинес де Луна-и-Перес де Готор — (20 декабря 1375 — 28 сентября 1394, избран антипапой Бенедиктом XIII), он последовал послушанию антипапы Климента VII, а затем сам стал антипапой в 1394 году под именем Бенедикта XIII;
- Гульельмо ди Капуя (или д'Альтавилла) — (1383 — 1384, назначен кардиналом-священником Санто-Стефано-аль-Монте-Челио);
- Пьетро Морозини младший — (19 сентября 1408 — 1417, назначен кардиналом-дьяконом Санта-Мария-ин-Домника);
- Лучидо Конти ди Вальмонтоне (или Лучо) — (6 июня 1411 — 9 сентября 1437, до смерти), псевдокардинал антипапы Иоанна XXIII, подтвержденный Папой Мартином V в 1417 году);
- Раймунд Перауди, O.S.A. — (23 сентября 1493 — 1496, назначен кардиналом-дьяконом pro illa vice Санти-Витале-Валерия-Джервазио-э-Протазио);
- Луиджи Арагонский — (март 1496 или 1497 — 21 января 1519, до смерти);
- Франчотто Орсини — (1519 — 10 января 1534, до смерти);
- Никколо Ридольфи — (19 января 1534 — 31 мая 1540, назначен кардиналом-дьяконом Санта-Мария-ин-Виа-Лата);
- Гвидо Асканио Сфорца ди Санта Фьора — (31 мая — 10 декабря 1540, назначен кардиналом-дьяконом Сант-Эустакьо);
- Реджинальд Поул — (10 декабря 1540 — 1 декабря 1555); титулярная диакония pro hac vice (1 декабря 1555 — 17 ноября 1558, до смерти);
- Джакомо Савелли — (16 декабря 1558 — 19 января 1560); титулярная диакония pro hac vice (19 января 1560 — 8 апреля 1573, назначен кардиналом-священником Санта-Мария-ин-Трастевере);
- Антонио Карафа — (8 апреля 1573 — 8 ноября 1577, назначен кардиналом-дьяконом Санта-Мария-ин-Виа-Лата);
- Филиппо Гваставиллани — (8 ноября 1577 — 19 декабря 1583, назначен кардиналом-дьяконом Сант-Анджело-ин-Пескерия);
- Джованни Винченцо Гонзага, O.B.E. — (19 декабря 1583 — 18 декабря 1585); титулярная диакония pro hac vice (18 декабря 1585 — 20 апреля 1587, назначен кардиналом-священником Санти-Бонифачо-э-Алессио);
- Алессандро Дамашени Перетти ди Монтальто — (20 апреля — 11 сентября 1587, назначен кардиналом-дьяконом Сант-Эустакьо);
- Джироламо Маттеи — (11 сентября 1587 — 20 марта 1589, назначен кардиналом-дьяконом Сант-Эустакьо);
- Бенедетто Джустиниани — (20 марта 1589 — 7 января 1591, назначен кардиналом-священником Сан-Марчелло);
- Асканио Колонна — (14 января 1591 — 8 ноября 1599); титулярная диакония pro hac vice (8 ноября 1599 — 15 декабря 1599, назначен кардиналом-священником Санта-Пуденциана);
- Джованни Баттиста Дэти — (15 декабря 1599 — 6 октября 1614, назначен кардиналом-священником Санти-Марчеллино-э-Пьетро);
- Алессандро Орсини — (11 января 1616 — 22 августа 1626, до смерти);
- Пьетро Мария Боргезе — (24 августа 1626 — 19 декабря 1633, назначен кардиналом-священником Сан-Кризогоно);
- Лельо Биша — (19 декабря 1633 — 9 февраля 1637, назначен кардиналом-священником Санта-Мария-дель-Пополо);
- Алессандро Чезарини младший — (9 февраля 1637 — 28 июля 1638, назначен кардиналом-дьяконом Сант-Эустакьо);
- Джироламо Колонна — (27 июня 1639 — 14 марта 1644, назначен кардиналом-дьяконом Сант-Анджело-ин-Пескерия);
- Вирджинио Орсини, O.B.E. — (14 марта 1644 — 21 июля 1653, назначен кардиналом-дьяконом Сант-Эустакьо);
- Винченцо Костагути — (21 июля 1653 — 6 марта 1656, назначен кардиналом-дьяконом Сант-Эустакьо);
- Паоло Эмилио Рондинини — (6 марта 1656 — 30 апреля 1668, назначен кардиналом-священником Сант-Эузебио);
- Карло Гуалтерио — (12 марта — 25 декабря 1668 года); титулярная диакония pro hac vice (25 декабря 1668 — 15 января 1669, назначен кардиналом-священником Сант-Эузебио);
- Джакомо Францони — (14 января 1669 — 14 мая 1670, назначен кардиналом-священником Сан-Панкрацио-фуори-ле-Мура);
- Леопольдо Медичи — (14 мая 1670 — 10 ноября 1675, до смерти);
- Карло Барберини — (2 декабря 1675 — 27 сентября 1683, назначен кардиналом-священником Санта-Мария-делла-Паче);
- Паоло Савелли — (15 ноября 1683 — 11 сентября 1685, до смерти);
- Феличи Роспильози — (1 октября 1685 — 30 сентября 1686, назначен кардиналом-дьяконом Сант-Агата-алла-Субурра);
- Бенедетто Памфили, O.E.S.S.H. — (30 сентября 1686 — 17 мая 1688, назначен кардиналом-дьяконом Сант-Агата-алла-Субурра);
- Фульвио Асталли — (17 мая 1688 — 19 октября 1689, назначен кардиналом-дьяконом Санти-Козма-э-Дамиано);
- Карло Бики — (10 апреля 1690 — 22 декабря 1693, назначен кардиналом-дьяконом Сант-Агата-алла-Субурра);
  - вакантно (1693—1706);
- Никола Гримальди — (25 июня 1706 — 8 июня 1716, назначен кардиналом-священником Сан-Маттео-ин-Мерулана);
- Аннибале Альбани — (8 июня 1716 — 6 июля 1722, назначен кардиналом-священником Сан-Клементе);
- Алессандро Альбани, O.S.Io.Hieros. — (23 сентября 1722 — 7 августа 1741, in commendam 7 августа 1741 — 11 декабря 1779, до смерти);
- Паскуале Аквавива д’Арагона — (23 декабря 1779 — 27 сентября 1780, назначен кардиналом-дьяконом Сант-Эустакьо);
- Грегорио Сальвиати — (27 сентября 1780 — 29 ноября 1790, назначен кардиналом-дьяконом Санта-Мария-ин-Виа-Лата);
- Фердинандо Спинелли — (29 ноября 1790 — 18 декабря 1795, до смерти);
  - вакантно (1795—1800);
- Фабрицио Диониджи Руффо — (11 августа 1800 — 27 июня 1821, назначен кардиналом-дьяконом Санта-Мария-ин-Виа-Лата);
- Антонио Мария Фрозини — (16 мая 1823 — 8 июля 1834, до смерти);
- Алессандро Спада — (24 июля 1835 — 16 декабря 1843, до смерти);
- Паоло Манджели Орси — (22 февраля 1844 — 4 марта 1846, до смерти);
- Джованни Серафини — (16 апреля 1846 — 1 февраля 1855, до смерти);
- Джузеппе Уголини — (17 декабря 1855 — 15 марта 1858, in commendam 15 марта 1858 — 19 декабря 1867, до смерти);
  - вакантно (1867—1875);
- Лоренцо Иларионе Ранди — (23 сентября 1875 — 24 марта 1884, in commendam 18 марта 1884 — 20 декабря 1887, до смерти);
  - вакантно (1887—1889);
- Гаэтано де Руджеро — (27 мая 1889 — 9 октября 1896, до смерти); 
  - вакантно (1896—1903);
- Джузеппе Каллегари — титулярная диакония pro hac vice (12 ноября 1903 — 14 апреле 1906, до смерти);
- Аристиде Каваллари — титулярная диакония pro hac vice (18 апреля 1907 — 24 ноября 1914, до смерти);
- Оресте Джорджи — (7 декабря 1916 — 25 мая 1923 года); титулярная диакония pro hac vice (25 мая 1923 — 30 декабря 1924, до смерти);
- Алессандро Верде — (17 декабря 1925 — 16 декабря 1935 года); титулярная диакония pro hac vice (16 декабря 1935 — 29 марта 1958, до смерти);
- Франческо Роберти — (18 декабря 1958 — 16 июня 1967, назначен кардиналом-священником Санти-XII-Апостоли); 
  - вакантно (1967 — по настоящее время).